# Euryplatea nanaknihali
Euryplatea nanaknihali (лат.) — вид мирмекофильных мух-горбаток (Phoridae), самый мелкий среди всех представителей отряда двукрылые. Юго-Восточная Азия: эндемик Таиланда.

## Описание
Длина 0,4 мм. Голова и тело короткие, широкие, светло-коричневые. Скутеллюм отсутствует, ноги короткие. Глаза мелкие, оцеллии отсутствуют. Лапки 5-члениковые. Предположительно, паразитируют на муравьях рода Crematogaster, так как ранее известные представители рода Euryplatea (они обнаружены в Африке) используют этих общественных насекомых в качестве своих хозяев. Это первый вид своего рода, обнаруженный в Азии.
Мухи рода Euryplatea — мирмекофилы мелких (2—3 мм) муравьёв рода Crematogaster и, видимо, откладывают свои яйца прямо на их тело. Личинки развиваются внутри головы имаго муравьёв, питаясь мышцами, управляющими челюстями, и другими тканями.
Наряду с Megapropodiphora arnoldi это самые мелкие двукрылые насекомые.

## Этимология
Вид был описан в 2012 году американским диптерологом Брайаном Брауном (Brian Brown) и назван в честь 13-летнего мальчика Нанак-Нихал Вейсса (Nanak Nihal Weiss), который интересовался насекомыми и вместе с отцом регулярно посещал Лос-Анджелесский музей естественной истории (Natural History Museum of Los Angeles County), в котором работал автор открытия.